# Westerlengtebrug
De Westerlengtebrug (brug 972) is een bouwkundig kunstwerk in Amsterdam-Noord.
De brug vormt voor snel verkeer de verbinding tussen de buurten noordwest en zuidwest van Banne Buiksloot. De noordwestbuurt werd tussen 1974 en 1978 volgebouwd rondom hoofdverkeersader Westerlengte waaraan het haar naam dankt. Om de buurt uit te komen werd er in die straat een viaduct over de ringvaart annex afwateringstocht gelegd. Zij kwam hoog boven het water te liggen, niet vanwege scheepvaart, maar om aan te sluiten op de IJdoornlaan, die op een dijklichaam ligt.
De brug maakt deel uit van een totaalpakket aan kunstwerken die de Dienst der Publieke Werken en architect Dirk Sterenberg (deze was al ontworpen in 1974) ontwierp van de verlenging van de IJdoornlaan vanaf het Noordhollandsch Kanaal richting Banne Buiksloot. Sterenberg ontwierp daartoe een tiental bruggen waarvan brug 970 over dat kanaal de opvallendste is. De Westerlengtebrug kent een ontwerp dat Sterenberg ontwierp voor de brug 973 en brug 974, ze liggen op een rijtje over de waterweg. De serie is te herkennen aan randplaten en de plaatsing van lantaarns. Langzaam verkeer moet gebruik maken van Brug 924
De brug ging vanaf oplevering naamloos door het leven, maar in 2018 besloot de gemeente een hele serie bruggen in stadssnelwegen te vernoemen; in dit geval naar Westerlengte de straat, op zich vernoemd naar Westerlengte. Amsterdam kent geen Oosterlengtebrug, alhoewel de straat Oosterlengte op nog geen 500 meter ligt en over diezelfde sloot een brug kent.

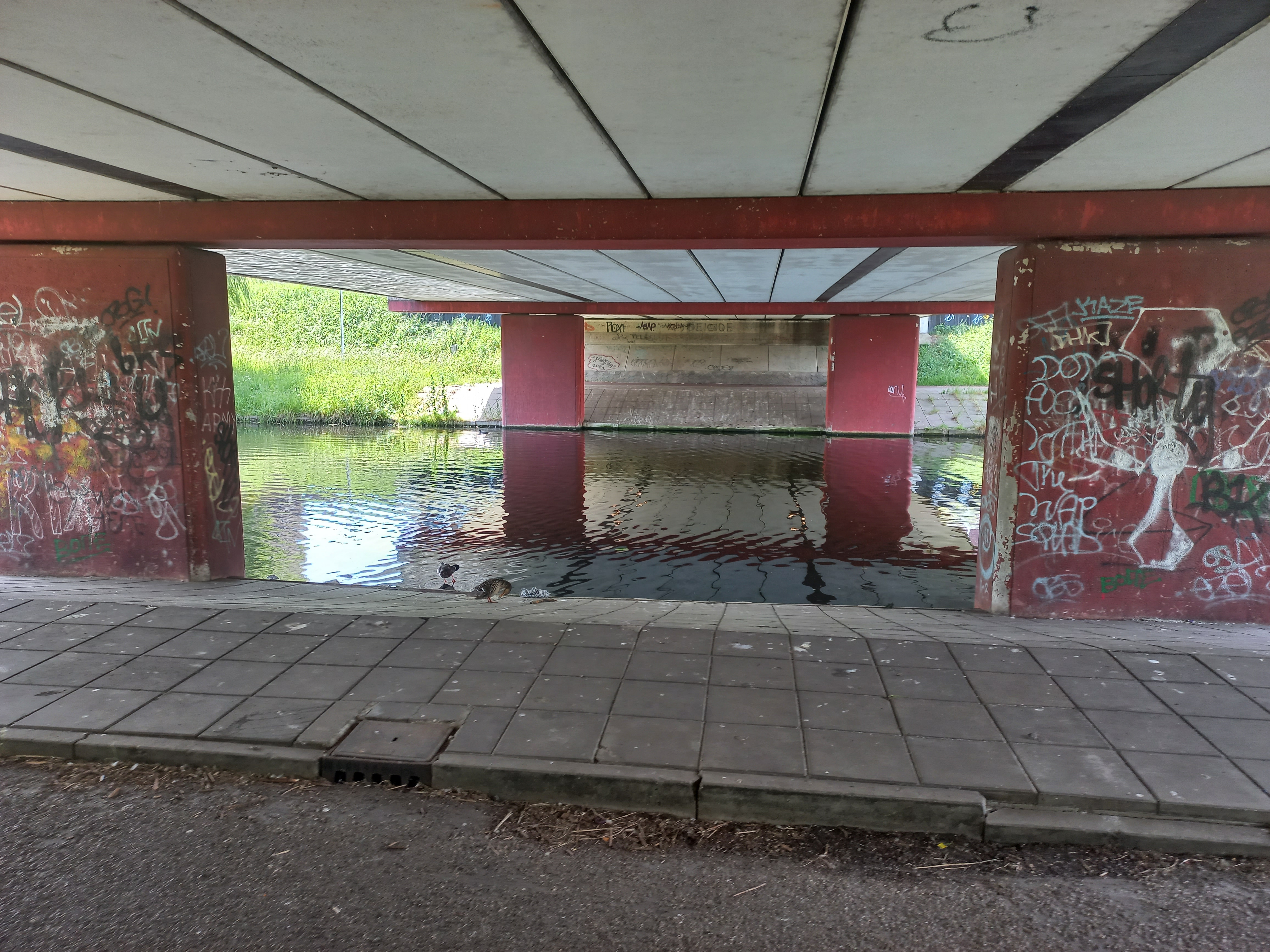
Betonnen pijlers, jukken en liggers (mei 2022)

<<< · 900 · 901 · 904 · 905 · 906 · 907 · 908 · 909 · 912 · 913 · 914 · 915 · 916 · 917 · 918 · 919 · 920 · 923 · 924 · 930 · 932 · 933 · 934 · 935 · 936 · 937 · 939 · 943 · 944 · 945 · 946 · 947 · 948 · 949 · 950 · 951 · 952 · 953 · 954 · 956 · 957 · 958 · 959 · 960 · 961 · 962 · 963 · 964 · 965 · 966 · 967 · 968 · 970 · 971 · 972 · 973 · 974 · 975 · 978 · 979 ·  980 · 981 · 984 · 985 · 986 · 987 · 988 · 989 · 990 · 991 · 992 · 993 · 994 · 995 · 996 · 997 · 998 · 999 · >>>
Brugnummers  902, 903, 910, 911, 920, 921, 922, 925, 926, 927, 928, 929, 931, 937, 938, 940, 941, 942, 955, 969, 976, 977, 982, 983 zijn niet (meer) vergeven.